# アルフレド・ヘルスビー
アルフレド・ヘルスビー（Alfredo Helsby Hazell、1862年7月22日 - 1933年7月24日）は、イギリス出身の父親を持つチリの画家である。主に風景画を描いた。代替医療の熱心な信奉者でもあった。

## 略歴
チリ中部のバルパライソで生まれた。父親のトーマス・ヘルスビー（Thomas Columbus Helsby: 1822–1872）は、弟が経営するバルパライソで最も有名な写真館の仕事に加わるために18533年にイギリスからバルパライソに移ってきた人物である。アルフレド・ヘルスビーは8歳の時の結核の予防接種を受けた後に合併症を発症し、重度の肺炎を患ったことから生涯にわたって医療問題に関心を抱くようになったとされる。
スコットランド出身のPeter Mackayがのバルパライソに設立した学校「Mackay School」でイギリス人画家、トーマス・ソマスケールズ（1842-1927）に絵を学んだ後、アルフレード・ヴァレンズエラ・プエルマ（Alfredo Valenzuela Puelma:1856–1909）が校長のサンティアゴの美術学校で学んだ。ヴァレンズエラ・プエルマは代替医療の医師を自称する人物で、ヘルスビーに絵ののスタイルだけでなく、代替医療のへの関心という意味で影響を与えた。ヘルスビーは生涯、反予防接種の運動や、著作活動も行った。ヘルスビーはヨーロッパで学んだ画家のフアン・フランシスコ・ゴンサレス (1853-1933）の指導も受けた。
1900年のサンティアゴの国際博覧会の展覧会で、一等を受賞し、1906年にチリ政府から奨学金を得て、パリに留学し、ジャン＝ポール・ローランスに学んだ。ヨーロッパではヴァレンズエラ・プエルマと協力し、パリとロンドンでチリの画家たちの展覧会をオーガナイズし、パリで最初の個展を開いた。
1908年にチリに帰国する船中で、スペイン出身の画家で、1910年代はじめにチリの美術学校で教え、多くのチリの画家に影響を与えることになるフェルナンド・アルバレス・デ・ソトマヨール（Fernando Álvarez de Sotomayor: 1875-1960）と知り合い親しくなった。ヘルスビーはブラジルで下船し、アルゼンチンのブエノスアイレスで展覧会を開いた後、1910年にチリに戻った。1914年から1919年までの間はアメリカ合衆国のサンフランシスコやニューオーリンズ、ワシントンに滞在し活動した。ニューヨークでは、アメリカの印象派の画家、ジョン・ジョセフ・エネキング（John Joseph Enneking, 1841-1916）のスタジオでも過ごした。1920年代の初めに、アルゼンチンやヨーロッパで過ごした。
晩年はサンティアゴで過ごし、そこで亡くなった。

## 作品

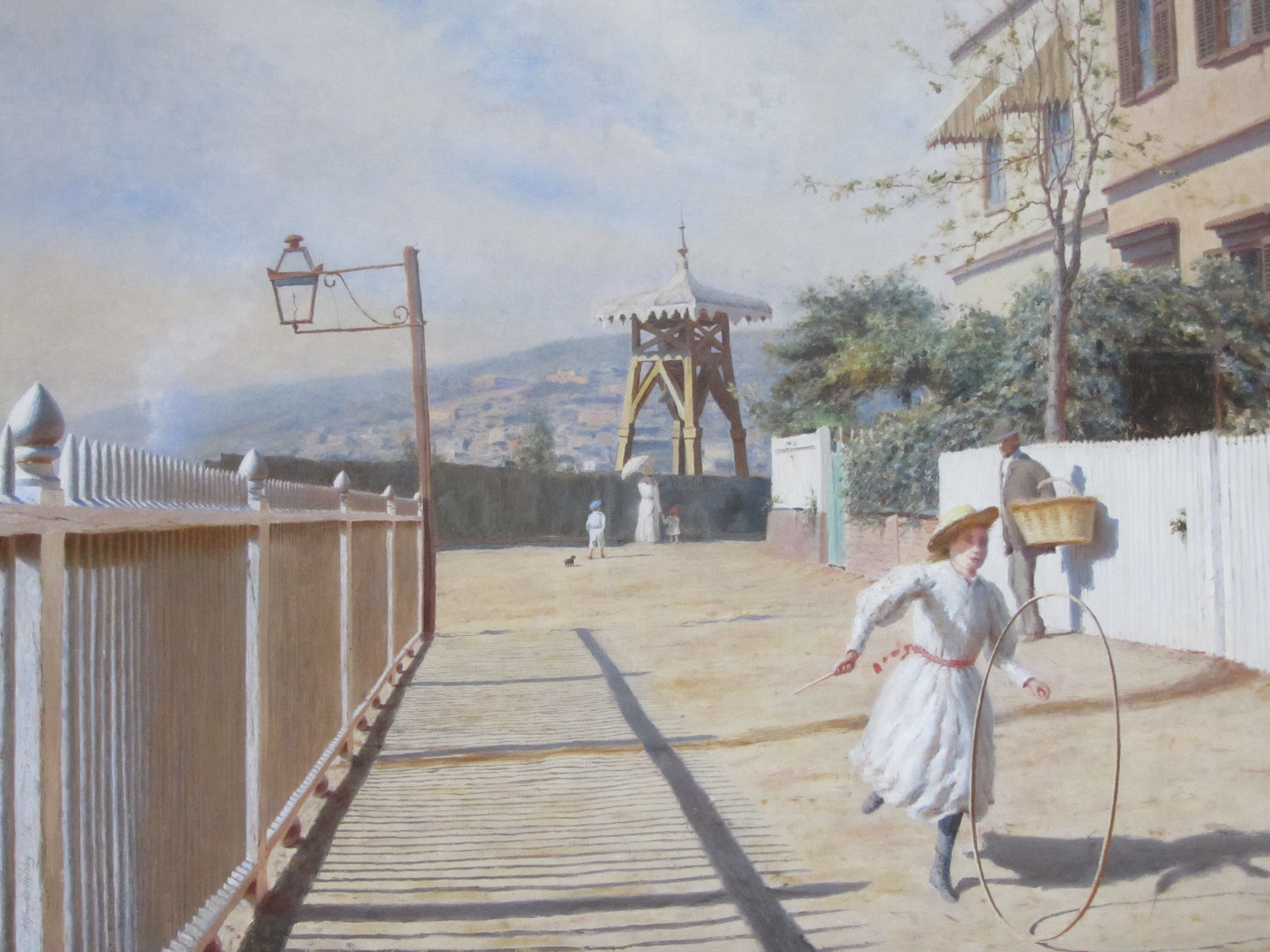
アトキンソン通り (1896) バルパライソ美術館
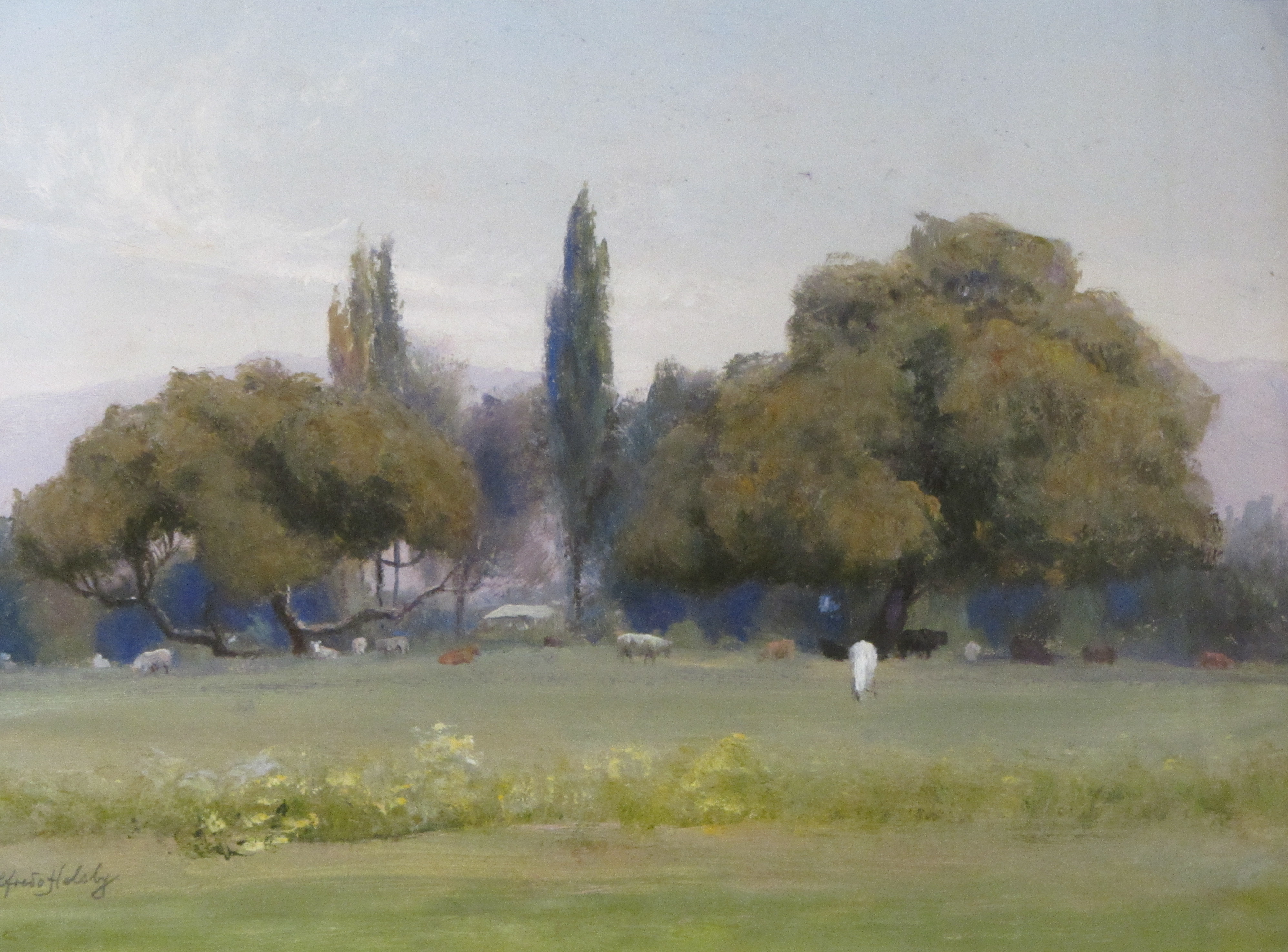
チリの風景 バルパライソ美術館
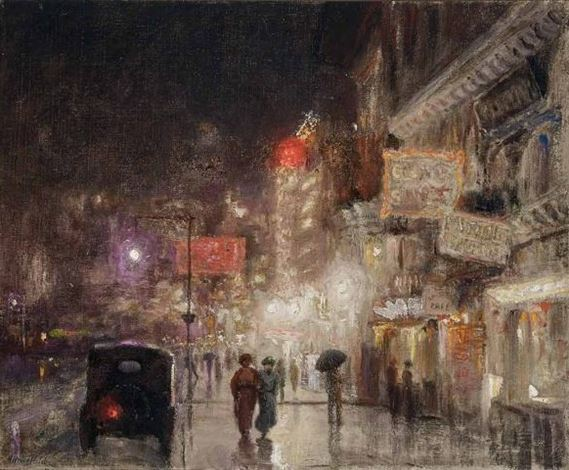
都市のノクターン
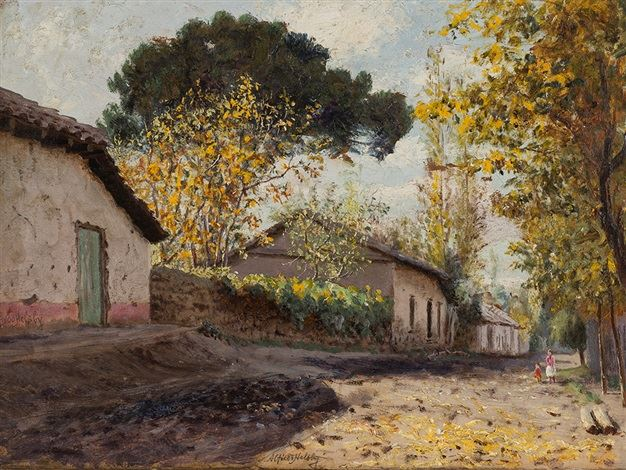
村